# 9913 Humperdinck
9913 Humperdinck là một tiểu hành tinh vành đai chính. Nó quay quanh Mặt Trời mỗi 3.46 năm. Nó được liên kết với họ Flora.
Nó được phát hiện ngày 16 tháng 10 năm 1977 bởi Cornelis Johannes van Houten và Ingrid van Houten-Groeneveld ở Đài thiên văn Palomar, tên chỉ định của nó là "4071 T-3". Sau đó nó được đổi tên là "Humperdinck" theo tên của thầy giáo dạy nhạc Engelbert Humperdinck.